# Heggelia (Målselv)
Heggelia este o localitate din comuna Målselv și Bardu, provincia Troms, Norvegia, cu o suprafață de 1,48 km² și o populație de 941 locuitori (2013).